# باشگاه فوتبال قزل‌قوم زرافشان
باشگاه فوتبال قزل‌قوم زرافشان یک باشگاه فوتبال ازبکستانی در شهر زرافشان است. این تیم در سال ۱۹۶۷ تاسیس شده و اکنون در لیگ برتر فوتبال ازبکستان بازی می‌کند. نام این تیم از بیابان قزل‌قوم به معنی شن سرخ گرفته شده است.